# Sciophila clifton
Sciophila clifton är en tvåvingeart som beskrevs av Edwards 1925. Sciophila clifton ingår i släktet Sciophila och familjen svampmyggor. Inga underarter finns listade i Catalogue of Life.